# Plaga zombie: Zona mutante
Série
Plaga Zombie
(1997) Plaga zombie: Zona mutante - Revolución toxica
(2012)
Pour plus de détails, voir Fiche technique et Distribution.
Plaga zombie: Zona mutante est un film argentin réalisé par Pablo Parés et Hernán Sáez, sorti en 2001.

## Synopsis
Une expérience portant sur un virus extraterrestre tourne au carnage lorsque celui-ci transforme les habitants d'une petite ville de l'Amérique du Sud en zombies cannibales. Alors que les contaminations se multiplient et que les rues ruissellent du sang et des tripes des infortunées victimes des morts-vivants, un groupe de rescapés part en guerre contre les monstres sanguinaires. Parviendront-ils à sauver l'humanité ou est-il déjà trop tard pour enrayer cette effroyable épidémie ?

## Fiche technique
- Titre : Plaga zombie: Zona mutante
- Réalisation : Pablo Parés et Hernán Sáez
- Scénario : Pablo Parés et Hernán Sáez
- Production : Walter Cornás, Juan Bautista Dartiguelongue, Berta Muñiz, Pablo Parés, Hernán Sáez, Paulo Soria, Urco Urquiza
- Musique : Alejandro D'Aloisio, Pablo Vostrouski, Pablo Parés et Hernán Sáez
- Montage : Hernán Sáez
- Pays d'origine : Argentine
- Format : Couleurs - Stéréo
- Genre : Comédie horrifique
- Date de sortie : 2001

## Distribution
- Berta Muñiz : John West
- Pablo Parés : Bill Johnson
- Hernán Sáez : Max Giggs
- Paulo Soria : Max Fan
- Esteban Podetti : James Dana
- Sebastian Tabany : Rebelde
- Alejandro Nagy : Chef du FBI

## Autour du film
- Le tournage de Plaga Zombie : Zona Mutante s'est étalé sur 4 ans pour un budget de 3 000 dollars[1].
- Il s'agit de la suite de Plaga Zombie.